# التصحر في لبنان
التصحر في لبنان  (بالإنجليزية: Desertification in Lebanon)‏ يُعرف التصحر على أنه النُضوب السريع للحياة النباتية وفقدان التربة السطحية في الحدود الصحراوية والمناطق شبه القاحلة والذي يكون سببه في العادة الجفاف والاستغلال المفرط للأعشاب والنباتات من قبل البشر.  يشيع اعتقاد خاطئ أنّ التصحر منشأه الصحراء، ولكن في الحقيقة تدهور الأراضي يمكن أن يحدث بعيدًا عنها وأنّ ليس لها تأثير على التصحر. وهناك أيضًا اعتقاد خاطئ أن الجفاف يسبب التصحر، وهذا صحيح فقط إذا تم إساءة إستغلال الأرض قبل حصول الجفاف واستمر ذلك خلال موسم الجفاف، وفي حال تمت معالجة الأرض بطريقة صحيحة فإنها ستتعافى بمجرد هطول الأمطار مرة أخرى.

## الأسباب
من أحد الأسباب الرئيسية لحدوث التصحر هو عدم الحفاظ على التربة والمؤدي بدوره إلى تدهورها. تحتوي التربة السليمة على مواد عضوية تتشكل عندما تتحلل المواد وتتحول إلى تربة تحتوي مواد مغذية مثل: الكربون والنيتروجين والفوسفور والكبريت. تُسبب أساليب الزراعة غير السليمة التصحر أيضًا، حيث إن الإفراط في استخدام الأسمدة وقلة تدوير المحصول وممارسات أساليب الري الخاطئة تُفقد التربة عناصرها الغذائية. عندما تفقد التربة السطحية موادها العضوية فإنها تصبح مفككة جدًا أو قاسية جدًا، مما يؤدي إلى عملية التعرية. يمثل كذلك الرعي الجائر مشكلة كبيرة ومُسبب آخر للتصحر، حيث أن الأعشاب ضرورية في تثبيت التربة في المناطق الجافة، والحيوانات التي ترعى كثيرًا في الأراضي الجافة تعرض التربة لعوامل مدمرة مثل العواصف الرملية والرياح.

## المناطق المتضررة
وفقًا للبنك الدولي، كانت نسبة الأراضي الصالحة للزراعة في لبنان تبلغ 13.85%، وكانت هذه أعلى نسبة بلغتها منذ العام 2000، حيث أن الرقم بدأ بالانخفاض. في عام 2010، أصبحت النسبة تبلغ 11.14%، وانخفضت نسبة الأراضي الزراعية الدائمة في لبنان من 13.69% إلى 12.32% بين الأعوام 2009 و2010.
وفقًا لدراسة أجراها برنامج العمل الدولي لمكافحة التصحر، فإن أكثر من 60% من الأراضي اللبنانية معرضة لخطر التصحر، وينتشر تصحر الأراضي في لبنان على مسافة 60 كيلومتر ويبدأ من مدينة بعلبك وينتهي عند الحدود السورية. خلصت معظم الدراسات حول التصحر في لبنان إلى أن منطقة البقاع الشمالي هي الأكثر تضررًا بسبب هذه المشكلة البيئية. أحد أهم أسباب التصحر في لبنان هو تعمير المدن على حساب الأراضي الزراعية الرئيسية، فقد تم القضاء على الغابات وبُنيت الطرق بدون أي اعتبار للتأثير الذي ستخلفه على المجتمع والبيئة مما أدى إلى تدهور الأراضي بشدة. إضافة إلى ذلك، فقد عانت تلك المنطقة من نقص شديد في معدلات سقوط الأمطار، وبلغ معدل الهطول المطري السنوي في البقاع الشمالي 450 ملم في السنوات القليلة الماضية، وسجلت بعض المناطق في الهرمل أقل من 150 مم (5.9 بوصة). وعلى الرغم من وجود مشاريع للسياحة البيئية في الهرمل والتي ساعدت على زيادة الوعي البيئي لدى السكان، إلا أن معظم الأراضي أصبحت غير صالحة للزراعة، وهذه المشاريع ستكلف أصحاب الأراضي مبالغ كبيرة.

## الزراعة
يعمل التصحر على تقليل إنتاج الأغذية الطبيعية في لبنان، مما يوجه البلاد إلى الواردات الأجنبية من الأغذية. قد تسبب المساعدات الخارجية نقصًا في الزراعة في البلاد مما يجعل الإنتاج المحلي أكثر كلفة. تعتبر الزراعة في لبنان مصدرًا رئيسيًا للاقتصاد والغذاء، وتشمل الصادرات الفواكه والخضروات والبيض والحبوب والسكر ومنتجات الثروة الحيوانية. وفقًا لمنظمة الأغذية والزراعة التابعة للأمم المتحدة، كانت العائدات المالية للقطاع الزراعي تبلغ 280 مليون دولار، وشمل هذا إنتاج المحاصيل والسمك والغابات والماشية، وتسببت المشاكل الرئيسية التي تواجه الإنتاج الزراعي بالفقر لسكان الريف اللبناني، وتشمل هذه المشاكل المساحات الصغيرة من الأراضي الزراعية والافتقار إلى السياسات الزراعية وكلفة الإنتاج المرتفعة والافتقار إلى الائتمان الزراعي المتخصص. يمثل قطاع الزراعة في لبنان 5٪ من الناتج المحلي الإجمالي للبلاد ويعمل فيه حوالي 8٪ من القوة العاملة، وتُستوفى قرابة 70% من احتياجات لبنان الغذائية من الواردات. يعاني قطاع الزراعة في لبنان من نقص في التطوير وسوء الإدارة، وتستخدم 55% من الأراضي المنتجة فقط بشكل ما يكون غالبًا غير فعال ومهدر. كما أن قطاع الزراعة يعاني أيضًا من نقص التمويل، حيث أنه ينال أقل من 1% من إجمالي ميزانية البلاد. قُدر إجمالي واردات الأغذية في عام 2009 بـ 2.216 مليار دولار أمريكي أو ما يقدر بـ 13% من إجمالي واردات البلاد. وتشمل أهم 10 واردات غذائية إلى لبنان ما يلي:
| المنتج        | القيمة - مليون دولار أمريكي | الموردين الرئيسيين                |
| ------------- | --------------------------- | --------------------------------- |
| الأبقار الحية | 200                         | البرازيل/أوروغواي                 |
| الجبنة        | 117                         | سوريا/المغرب                      |
| اللحم         | 113                         | البرازيل/باراغواي                 |
| القمح         | 109                         | روسيا/ أوكرانيا                   |
| السكر         | 83                          | تايلاند/ الإمارات العربية المتحدة |
| الذرة         | 75                          | الولايات المتحدة/ أوكرانيا        |
| محضرات غذائية | 62                          | الولايات المتحدة/ المملكة المتحدة |
| الحليب الجاف  | 46                          | هولندا/الدنمارك                   |
| الأغنام الحية | 46                          | استراليا / تركيا                  |
| القهوة        | 43                          | البرازيل                          |

## التأثير الاقتصادي

### الفقر
يؤدي نمو التصحر في لبنان إلى نمو الفقر، حيث أنّ التصحر يمثل تهديدًا كبيرًا على النشاط الاقتصادي في لبنان، وتعيش قرابة 35% من العائلات في لبنان تحت خط الفقر. لهذا السبب، انتقلت العديد من العائلات من الريف إلى المدينة ومعظمهم من صغار المزارعين وعمال الأجرة والصياديين ورعاة الماشية والنساء من ربات الأسر. في عام 2006، بلغ الفقر أعلى نسبة له في شمال لبنان (52.5%) ثم جنوب لبنان (42%) والبقاع (29%) وجبل لبنان (19.5%) والنبطية (19%). يحتوي الشمال على 21% من سكان لبنان، حيث 46% منهم فقراء للغاية و38% أثرياء للغاية، ويبلغ متوسط دخل السكان المحليين في البقاع التي تعتبر أكثر المناطق اللبنانية تأثرًا بالتصحر 50 دولار أمريكي في الشهر.

### البطالة
تواجه البلاد منذ الحرب الأهلية في لبنان مشكلة اقتصادية خطيرة بسبب تدمير الصناعات والبنية التحيتية. القطاع الزراعي ضعيف جدًا بسبب هجرة معظم المواطنيين اللبنانيين من الريف إلى المدينة، كما أن الملايين من العمال الأجانب يصلون إلى لبنان في كل عام ويقدمون خدمات بأسعار قليلة تنافس العمال اللبنانيين، مما جعل عرض العمالة يفوق الطلب عليها وتسبب ذلك في ارتفاع معدلات البطالة. كما أن اللبنانيون ينظرون إلى بعض الوظائف ومنها تلك التي في قطاع الزراعة غير جاذبة لهم بسبب قلة الأجور.

## مكافحة التصحر
تعمل الأمم المتحدة على مكافحة التصحر في لبنان، وأسست تعاونيات بيوت الدفيئة لزيادة إنتاجية المزارعين في البلاد. وفقًا لبرنامج الأمم المتحدة الإنمائي، تسعى الجمعية التعاونية إلى زيادة التفاعل بين أطياف المجتمع المختلفة وتطوير مصدر معيشة مشترك بينهم بما فيه مصلحة للمزارعين. يمكن أن يقوم المزارعين بإحضار بذورهم إلى المشتل حيث يتم معالجتها وزراعتها في بيئة صحية، ويحصل المزارعين بالتالي على بذور عالية الجودة عندما يستردوها، ويمكن أن يقوموا ببيع المحاصيل بسعر أفضل وإنتاجية أعلى. تؤدي الزيادة في الإنتاج إلى زيادة الدخل وفرص العمل مما يساعد على تحسين الاقتصاد اللبناني.
نظمت وزارة الزراعة اللبنانية ووحدة مشروع مكافحة التصحر التابعة لها بالتعاون مع برنامج الأمم المتحدة الإنمائي رحلة إلى كلتا القريتين في شمال شرق البقاع من أجل زيادة الوعي بمخاطر التصحر والتعريف بالمشروع. منذ شهر آذار من عام 2004، تعمل منظمة CDP على إدارة مشروعها التجريبي الأول للسياحة الزراعية في منطقة اليمونة في دير الأحمر. ويسعى هذا المشروع إلى إيجاد دخل إضافي للمجتمعات المحلية والحفاظ على البيئة، وقد تم تأسيسه بالتعاون مع منظمة السير الجبلي Esprit-Monade والجمعية النسائية في دير الأحمر. تقدم مزارع السياحة الزراعية في لبنان جولات تسمح للأفراد بالاطلاع على عملية زراعة وحصاد وتجهيز الأغذية اللبنانية المزروعة محليًا، ويوفر المزارعين في أغلب الأحيان فرصًا للإقامة مع دروس في الزراعة.